# Dobronín
Dobronín (en allemand : Dobrenz) est une commune du district de Jihlava, dans la région de Vysočina, en République tchèque. Sa population s'élevait à 1 906 habitants en 2024.

## Géographie
Dobronín se trouve à 10 km au nord-est de Jihlava et à 110 km au sud-est de Prague.
La commune est limitée par Kamenná au nord, par Polná au nord-est et à l'est, par Ždírec et Střítež au sud, et par Štoky à l'ouest.

## Histoire
La première mention écrite de la localité date de 1351.

## Transports
Par la route, Dobronín se trouve à 5,5 km de Polná, à 14,5 km de Jihlava et à 129 km de Prague.